# 알리사비에산
알리사비에산(소말리어: Buurta Ali Sabieh)은 지부티 남동부 도시 알리사비에에 있는 산으로 도시의 랜드마크다.

## 역사

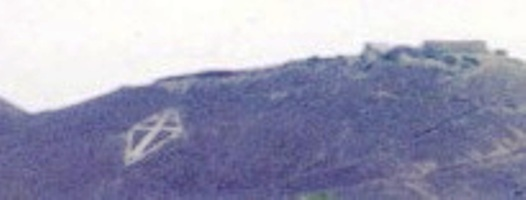
알리사비에 산의 로렌 십자(1971년)

1945년 프랑스 당국이 로렌 십자를 세웠지만 1977년 지부티 독립 때 지부티의 국장으로 대체됐다.